# علف‌انبانی گندم‌گون
آتریکالاریا گندم‌گون (نام علمی: Utricularia fulva) نام یک گونه از سرده علف‌انبانی است.